# Gran Premi de Gran Bretanya del 1972
Resultats del Gran Premi de la Gran Bretanya de Fórmula 1 de la temporada 1972, disputat al circuit de Brands Hatch el 15 de juliol del 1972.

## Resultats
| Pos | No | Pilot                | Equip           | Voltes | Temps/ Retirada  | Pos. de sortida | Punts |
| --- | -- | -------------------- | --------------- | ------ | ---------------- | --------------- | ----- |
| 1   | 8  | Emerson Fittipaldi   | Lotus - Ford    | 76     | 1h 47' 50. 2     | 2               | 9     |
| 2   | 1  | Jackie Stewart       | Tyrrell - Ford  | 76     | + 4.1 s          | 4               | 6     |
| 3   | 19 | Peter Revson         | McLaren - Ford  | 76     | + 1' 12.5 min.   | 3               | 4     |
| 4   | 17 | Chris Amon           | Matra           | 75     | + 1 Volta        | 17              | 3     |
| 5   | 18 | Denny Hulme          | McLaren - Ford  | 75     | + 1 Volta        | 11              | 2     |
| 6   | 6  | Arturo Merzario      | Ferrari         | 75     | + 1 Volta        | 9               | 1     |
| 7   | 3  | Ronnie Peterson      | March - Ford    | 74     | Virolla          | 8               |       |
| 8   | 27 | Carlos Reutemann     | Brabham - Ford  | 73     | + 3 Voltes       | 10              |       |
| 9   | 4  | Niki Lauda           | March - Ford    | 73     | + 3 Voltes       | 19              |       |
| 10  | 33 | Rolf Stommelen       | March - Ford    | 71     | + 5 Voltes       | 25              |       |
| 11  | 11 | Jean-Pierre Beltoise | BRM             | 70     | + 6 Voltes       | 6               |       |
| 12  | 28 | Wilson Fittipaldi    | Brabham - Ford  | 69     | Suspensions      | 22              |       |
| 13  | 31 | Mike Beuttler        | March - Ford    | 69     | + 7 Voltes       | 23              |       |
| Ret | 22 | Tim Schenken         | Surtees - Ford  | 64     | Suspensions      | 5               |       |
| Ret | 2  | François Cevert      | Tyrrell - Ford  | 60     | Virolla          | 12              |       |
| Ret | 9  | Dave Walker          | Lotus - Ford    | 59     | Suspensions      | 15              |       |
| Ret | 5  | Jacky Ickx           | Ferrari         | 49     | Pressió de l'oli | 1               |       |
| Ret | 26 | Graham Hill          | Brabham - Ford  | 47     | Virolla          | 21              |       |
| Ret | 25 | Carlos Pace          | March - Ford    | 39     | Diferencial      | 13              |       |
| Ret | 14 | Jackie Oliver        | BRM             | 36     | Suspensions      | 14              |       |
| Ret | 21 | Mike Hailwood        | Surtees - Ford  | 31     | Caixa canvi      | 7               |       |
| Ret | 29 | Dave Charlton        | Lotus - Ford    | 21     | Caixa canvi      | 24              |       |
| Ret | 30 | Nanni Galli          | Tecno           | 9      | Virolla          | 18              |       |
| Ret | 24 | Henri Pescarolo      | Politoys - Ford | 7      | Accident         | 26              |       |
| Ret | 12 | Peter Gethin         | BRM             | 5      | Motor            | 16              |       |
| Ret | 23 | Andrea de Adamich    | Surtees - Ford  | 3      | Accident         | 20              |       |

## Altres
- Pole: Jacky Ickx 1' 22. 2

- Volta ràpida: Jackie Stewart 1' 24. 0 (a la volta 58)